# 이창 (영화)
《이창》(裏窓, 영어: Rear Window)은 1954년에 개봉한 미스터리 스릴러 영화이다. 이 작품은 코넬 울리치의 단편 《It Had to Be Murder》(살인이 있었다, 1942)를 바탕으로 앨프리드 히치콕이 감독을 맡았고, 존 마이클 헤이스가 각본을 썼으며, 제임스 스튜어트, 그레이스 켈리, 웬델 코리, 델마 리터가 출연하였다. 베네치아 국제 영화제에 출품되었으며, 아카데미상 4개 부문 후보로 지명되었다. 미국 영화 연구소는 이 영화를 '위대한 100대 영화'에 포함시키기도 하였다. 비평가들은 맥거핀 요소와 긴박한 줄거리, 독특한 촬영 기법으로 이 영화를 히치콕이 만든 가장 뛰어난 영화들 중 하나라고 본다. 1997년에 미국 의회도서관의 국립 영화 보존소에서는 '문화적으로, 역사적으로, 미술적으로 중요'하다는 이유로 이 작품을 보존하기로 결정하였다.

## 줄거리

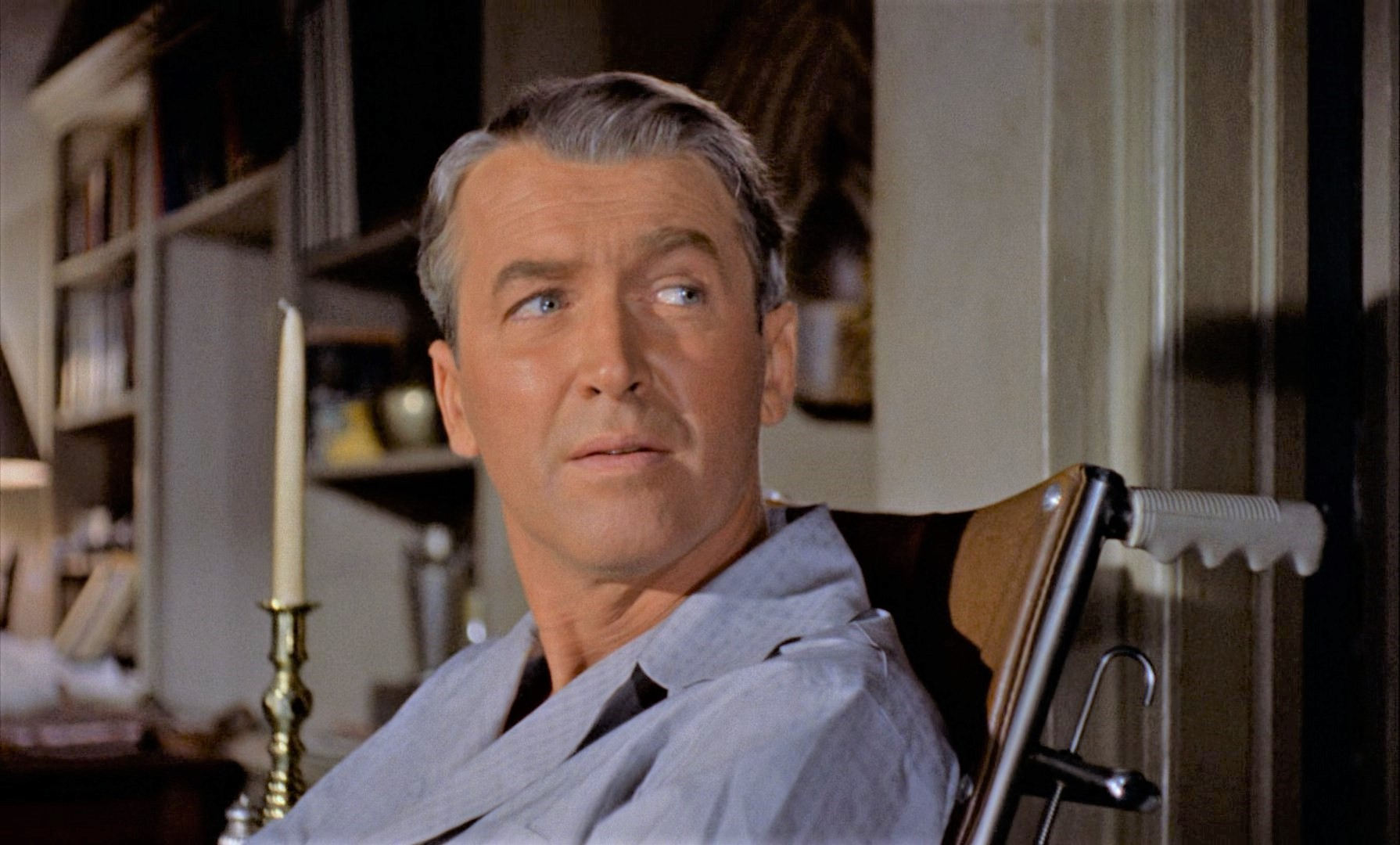
제프리

사진작가 제프리 (제임스 스튜어트)는 카레이싱 촬영 도중 다리에 부상을 당해 깁스를 하고 있다. 밖에 나오지 못하는 제프리는 보험회사에서 파견한 간호사인 스텔라 (델마 리터)와 애인 리사 (그레이스 켈리)의 간호를 받으면서 지루하게 지내다 무료함을 달래기 위해 창문 너머로 집 앞 이웃들의 일상을 훔쳐보기로 한다. 신혼부부, 외로움에 몸부림치는 노처녀, 병든 아내와 그녀의 남편 등 다양한 이웃의 모습을 렌즈에 담는다. 그 행동은 영화가 진행되면 될수록 점점 더 노골적으로 변해간다. 망원경까지 사용하여 이웃들을 훔쳐보는 제프리의 모습을 리사는 못마땅하게 여긴다. 그렇게 별다른 일 없이, 훔쳐보기가 계속되던 와중에 병든 아내와 남편 토르발트가 살고 있는 집에 수상한 일이 일어났음을 알아차리게 된다. 새벽에 토르발트가 세 번씩이나 큰 가방을 들고 나갔다 들어오는 것을 목격한다. 그 뒤로 더 이상 보이지 않는 아내의 모습에 제프리는 남편 토르발트가 아내를 살해했을 것이라 의심한다. 범죄의 낌새를 느낀 제프리는 확실한 증거를 찾기 위해 혈안이 된다. 형사인 친구 도일을 불러 사건의 전말을 이야기한다. 그러나 도일과 리사는 제프리의 말을 믿지 않는다. 심증은 있으나, 토르발트가 아내를 살해했다는 결정적인 증거는 나오지 않는다. 그러나 터너의 집 화분을 항상 파던 개가 갑작스레 죽고, 죽은 개를 발견한 이웃은 비명을 지른다. 비명을 듣고 이웃 사람들이 밖으로 모두 나온다. 제프리는 토르발트만 밖으로 나오지 않은 것을 발견한다.“내다보지 않은 집은 딱 한 군데뿐이야.” 그리고 범인이 토르발트일 것이라 확신한다. 리사와 스텔라 역시 점점 같은 감정을 갖고 토르발트를 의심하게 된다. 제프리는 살해 사실을 알고 있다는 듯이 편지를 보내 토르발트를 밖으로 유인한다. 그 뒤 리사가 토르발트의 집으로 몰래 들어가 아내의 결혼반지를 찾아내지만, 때마침 집으로 돌아온 토르발트와 마주치게 된다. 토르발트는 리사를 추궁하고, 이에 제프리는 경찰에 신고해보지만 직접 자신이 가지 못해 애타게 기다린다. 경찰이 도착해 리사가 무사히 빠져나오게 되고, 토르발트는 그때에서야 자신의 정체를 알고 있는 사람이 제프리라는 사실을 알게 된다. 토르발트는 제프리의 집에 찾아가 원하는 것이 무엇이냐고 물으며 자신은 돈이 없다고 말한다. 제프리는 후레쉬로 토르발트를 공격하고, 토르발트는 제프리에게 달려들어 창문 밖으로 몰아붙인다. 그 때 경찰이 토르발트를 체포하기 위해 집으로 갔다가 반대편 창문 밖으로 밀려나고 있는 제프리를 보게 된다. 빠르게 달려가 떨어지는 제프리를 받아내고, 토르발트를 체포한다. 토르발트는 모든 것을 순순히 자백한다. 다친 제프리는 남은 한 쪽 다리마저 깁스를 하게 된다. 이전에는 자신이 리사와 어울리지 않는 남자라 생각하고 결혼을 포기하려 했었지만, 이 사건을 계기로 리사의 소중함을 깨닫게 된 제프리는 리사와 행복한 시간을 보낸다.

## 배역

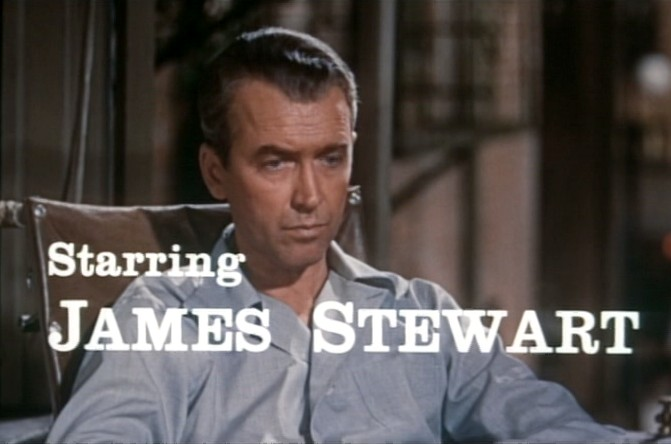
제임스 스튜어트

- 제임스 스튜어트 - L. B. 제프리(L.B Jefferies) : 남자 주인공. 사진작가인 제프리는 촬영 도중 다리가 부러지는 바람에 다리에 깁스를 하고 꼼짝 할 수 없는 처지이다. 무료함을 달래기 위해 이웃 사람들의 일상을 관찰하며 시간을 보낸다. 관찰력과 추리력이 뛰어난 편이고 특종에 관심이 많다. 리사와는 사랑하지만 결혼은 하지 않으려 한다.
- 그레이스 켈리 - 리사 캐럴 프리몬트(Lisa Carol Fremont) : 여자 주인공. 제프리의 애인으로 모델이다. 제프리를 도와 쏜월드의 집에 침입해 증거를 확보한다. 아름다운 외모와 우아함을 가진 여성이나 토르발트의 집에 침입하기 위해 건물 외벽에 걸린 사다리를 탈 정도로 대담하다.
- 텔마 리터 - 스텔라(Stella) : 간호사로서 거둥이 불편한 제프리의 수발을 들어준다. 처음엔 제프리가 남을 훔쳐보는 것을 못마땅하게 여기나, 토르발트의 행동에서 수상한 점을 확인하고 제프리와 리사를 돕게 된다.
- 웬델 코리 - 토머스 J. 도일(Thomas J. Doyle) : 제프리의 친구이자 형사.
- 레이먼드 버 - 라스 토르발트(Lars Thorwald) : 병든 아내를 간호하며 외판원으로 살고 있다. 토르발트의 아내는 남편에게 자주 잔소리를 한다. 이에 토르발트는 아무말도 하지 않고 그저 부인이 원하는 대로 들어준다. 그러던 중 우발적으로 살인을 저지르게 된다.
- 아이린 윈스턴 - 안나 토르발트(Mrs. Anna Thorwald : 라스 토르발트의 아내.
- 주디스 에블린 - 미스 고독(Miss Lonelyhearts) : 혼자서 쓸쓸함을 이겨내려는 외로운 노처녀.
- 고진 다시 - 토르소(Miss Torso) : 금발의 젊은 발레리나
- 프랑크 카디와 세라 버너 - 토르발트 집 위의 부부
- 랜드 하퍼와 하비스 다벤포트- 신혼 부부
- 로스 배그더세리언 - 작곡가
- 제슬린 팩스 - 조각가
- 앨프리드 히치콕 - 히치콕은 작곡가의 조수로 나온다.

## 제작
- 이 영화는 파라마운트 픽처스에서 처음으로 제작된 영화이다. 파라마운트의 17번 스튜디오에서 촬영되었다. 촬영은 4-perf 35mm 테크니컬러가 사용되었다.[1]

- 의상은 에디스 헤드가 담당하였다. 히치콕은 파라마운트에서 제작을 할 때 주로 에디스 헤드에게 의상을 담당하였다. 그녀는 그해 《사브리나》로 아카데미상을 수상하였다. 에디스 헤드는 히치콕이 영화를 그만 찍을 때까지 여자 주인공의 의상과 머리를 담당했다. 우아한 드레스를 입고 나오는 그레이스 켈리. 히치콕은 켈리의 납작한 가슴을 감추기 위해 의상을 담당한 에디스 헤드에게 옷에 주름을 잡는 방법을 제안하기도 했다.

- 음악은 프란츠 왁스만이 담당하였다. 작곡가로 나온 로스 배그더세리언은 실제로 작곡가이다. 또한 이 영화는 배경 음악이 없이 작곡가의 집에서 나오는 음악이나 라디오에서 나오는 음악만으로 구성되었다.[3]

- 실제로 스튜디오에 31채의 아파트 세트를 만들어 촬영했다. 이 중 12채는 완전하게 가구를 갖추었다. 스튜디오 천장 때문에 아파트를 올릴 수 없자, 스튜디오 바닥을 뜯어 파내고 지하에 1층과 안뜰을 만들었다. 원작자 윌리엄 아이리시는 소설 집필 당시 실제 아파트에 살았는데, 작품 소재를 찾아보려고 집 밖을 둘러보다가 영감을 얻었다. 영화에서 아파트는 감옥같다. 각각의 독립된 가구는 거대한 교도소의 감방처럼 보이며, 이웃들을 지켜보는 제프리는 교도소의 간수같다. 아파트 주민들은 한 건물에 살기는 하지만, 옆 집에 무슨 일이 일어났는지 아무도 모른다. 옆집에서는 사람이 죽어 나가는데 아무도 모르고 있다가, 개 한 마리가 죽어 비명을 지른 여인 때문에 모든 사람들이 뛰쳐나와 관심을 기울인다. 현대인의 무관심과 소외의 실상을 드러내는 대목이다

## 영화적 기법

### 맥거핀
영화 초반부에 중요한 역할인 듯 했다가 관객으로 하여금 헛다리 짚도록 만드는 장치인 맥거핀(macguffin)이 등장한다. 영국의 영화감독 프랑수아 트뤼포의 책 《히치콕과의 대화》에서 앨프리드 히치콕은 맥거핀이 영화 초반부에 중요한 것처럼 등장해 관객의 기대 심리를 자극하다가, 사건의 전말이 확고해질 무렵 슬쩍 사라져버리는 서사적 장치라고 설명한 바 있다. 영화에서는 강아지가 자꾸 파헤치는 화단이 맥거핀으로 작동한다. 화단 주위를 얼쩡거리는 강아지에게 토르발트가 신경질적으로 화내는 모습을 보며 관객은 그 화단 밑에 아내의 시체가 파묻혀 있는 것은 아닌가 하는 의심을 품게 된다. 제프리와 리사, 스텔라 역시 화단에 지속적인 관심을 표하면서 관객의 이러한 의심을 부추긴다. 마치 화단에 결정적 단서가 숨겨져 있는 것처럼 관객의 이목을 집중시킨다. 하지만 리사, 스텔라가 직접 가서 파 보았지만, 화단아래에는 아무것도 묻혀있지 않았다. 이처럼 맥거핀은 그 실체가 아니라 관객을 영화 속 이야기에 적극적으로 반응하도록 만듦으로써 긴장감, 서스펜스를 배가시킨다.

## 수상
| 연도 | 주최국   | 주관                 | 수상 부문  | 수상자           | 수상 여부 |
| ---- | -------- | -------------------- | ---------- | ---------------- | --------- |
| 1954 | 이탈리아 | 베네치아 국제 영화제 | 황금사자상 | 앨프리드 히치콕  | X         |
| 1954 | 미국     | 뉴욕 비평가 협회     | 여우주연상 | 그레이스 켈리    | O         |
| 1954 | 미국     | 뉴욕 비평가 협회     | 감독상     | 앨프리드 히치콕  | X         |
| 1955 | 미국     | 아카데미상           | 감독상     | 앨프리드 히치콕  | X         |
| 1955 | 미국     | 아카데미상           | 각본상     | 존 마이클 헤이스 | X         |
| 1955 | 미국     | 아카데미상           | 컬러촬영상 | 로버트 버크스    | X         |
| 1955 | 미국     | 아카데미상           | 음향녹음상 | 로렌 L. 라이더   | X         |
| 1955 | 영국     | 영국 아카데미 영화상 | 작품상     | 앨프리드 히치콕  | X         |

### 미국 영화 연구소선정
- AFI 100대 영화 - 42위
- AFI 100대 스릴러 영화 - 14위
- AFI 100대 영화 (재선정) - 48위
- AFI 10대 미스터리 영화 - 3위

## 논란

### 저작권 문제
《이창》은 윌리엄 아이리시의 소설을 원작(《아마도 살인이 벌어졌다》)으로 삼아 제작되었는데 이 영화를 제작할 때 저작권을 침해하였으므로 저작권자에게 영화 수익의 일정 부분을 배상하라고 미국 대법원이 판결하였다. 저작권자는 1972년 단 650불에 권리를 샀지만 당시 벌어들인 수익은 천이백만불에 이르렀다.

### 디스터비아와의 비교
이 영화의 리메이크작으로 알려져 있는 샤이아 러버프 주연의 영화 《디스터비아》(2007)는 이창과 스토리의 구성이나 소재가 매우 비슷하다. 두 영화에 관해서는 디스터비아의 제작사 드림웍스 측이 영화화 판권을 구입하지 않고 만들었다는 이유로 원작자로부터 피소되었으나, 뉴욕지방법원은 원작과 다른 독창적인 세부 줄거리를 가지고 있다는 점을 들어 원작의 저작권을 침해하지 않았다는 판결을 내렸다.

## 참고서적
- 프랑수아 트뤼포, 《히치콕과의 대화》
- 베른하르트 옌드리케, 《앨프레드 히치콕》, 한길사, 1997
- 패트릭 맥길리건,《히치콕: 서스펜스의 거장》, 을유문화사